# Changthang
| Tibetische Bezeichnung                      |
| ------------------------------------------- |
| Tibetische Schrift: བྱང་ཐང                   |
| Wylie-Transliteration: byang thang          |
| Offizielle Transkription der VRCh: Qangtang |
| THDL-Transkription: Jangtang                |
| Andere Schreibweisen: Changtang, Changthang |
| Chinesische Bezeichnung                     |
| Traditionell: 羌塘                          |
| Vereinfacht: 羌塘                           |
| Pinyin:Qiāngtáng                            |

Changthang (tibetisch: བྱང་ཐང, Umschrift nach Wylie: byang thang; auch Qangtang) heißt der Westteil des tibetischen Hochlandes in Nordwest-Tibet (China).
Auf den ausgedehnten Hochlandsteppen herrschen im Sommer grüne Grasländer vor, die im trockenen Winterhalbjahr einen wüstenhaften Charakter annehmen. Wüsten-Landschaften stellen vor allen Dingen die von Gesteinsschutt beherrschten Hochlagen in den die Region überragenden Hochgebirgen dar sowie die sehr viel trockeneren kontinentalen Gebiete im Westen des Changthang. Als Nord- und Westgrenze sind die Gebirgsketten des Kunlun Shan anzusehen, während der Changthang im Osten in die Steppengebiete des Yarmothang sowie in die von den großen ost- und südostasiatischen Schluchten geprägten Landschaften Amdos und Khams bzw. Sichuans und Yunnans übergeht. 
Dieser Landschaftsraum erstreckt sich auf durchschnittlich über 4500 Meter über dem Meeresspiegel und umfasst überwiegend alpine Weiden, die ausschließlich von Nomaden – den Drogpas (tib. brog pa) – genutzt werden. Von Lhasa und dem kulturhistorischen Zentraltibet aus betrachtet liegen sie im Norden, weshalb sie „nördliche (byangs) Ebenen (thang)“ genannt werden.  Mit einer maximalen West-Ost-Ausdehnung von ca. 1500 km – vom ladakhischen Changthang im Westen bis zu den Grasländern in Yushu (Nord-Kham) und Golog (Amdo, beides Qinghai) – nimmt diese oftmals menschenleere alpine Steppenregion letztlich mehr als die Hälfte des Hochlandes von Tibet ein.
Zum Schutz der Ökologie und zur Sicherung der kulturellen Besonderheiten gehört der Changthang zur länderübergreifenden Entwicklungsregion Hindukusch-Himalaya-Region.

## Geographie

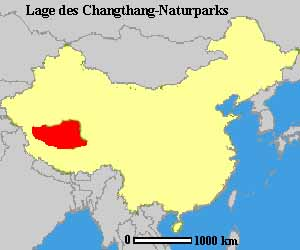
Lage des Changthang-Naturparks

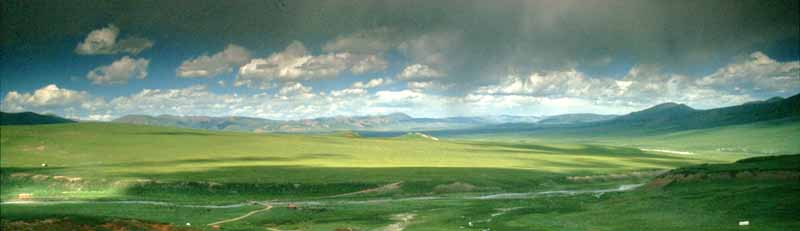
Typische Steppenlandschaft im Yarmothang, östlicher Ausläufer des Changthang

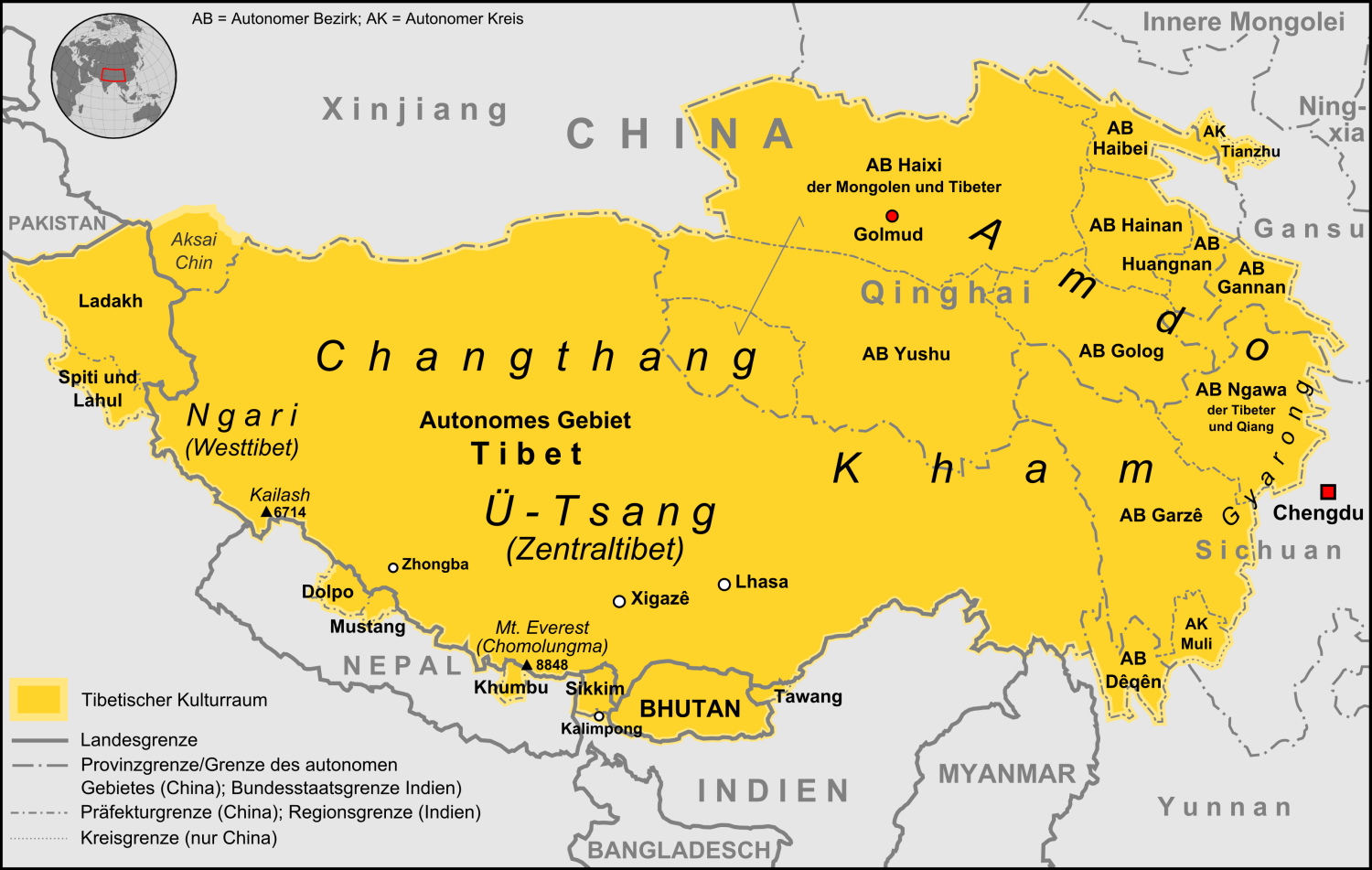
Changthang als Teil des tibetischen Kulturraums

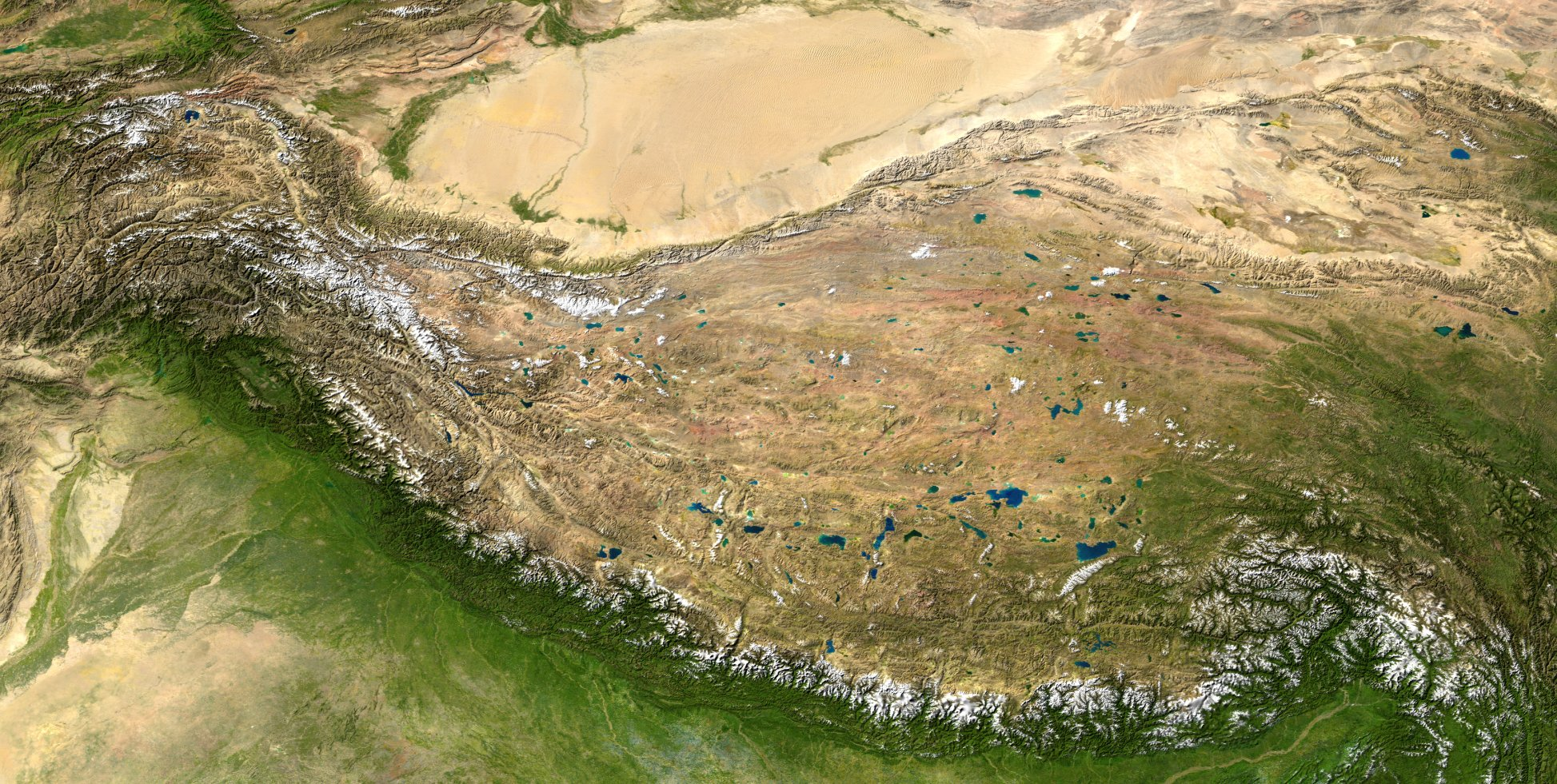
Satellitenbild des tibetischen Hochlandes: in der Mitte der Changthang

Von den hohen Gebirgszügen des sog. Transhimalaya (eigentlich Gangdisê und Nyainqêntanglha, nicht aber des Himalaya) sowie des Kunlun Shan eingerahmt ist der Changthang ein kontinental geprägter Raum mit verhältnismäßig geringen Niederschlägen. Obschon immer wieder von in den Bereich des ewigen Eises aufragenden Bergketten durchzogen, herrscht im Changthang der Eindruck unendlicher Weite vor. Dennoch ist die Landschaft im westlichen wie östlichen Teil von großen Gebirgszügen und Flusstälern durchzogen, weshalb der Changthang als Ursprungsregion für viele der größten Flüsse Asiens angesehen werden kann. Unter diesen sind unter anderem der Indus, Brahmaputra, Gelbe Fluss, Jangtse (mit über 6000 km drittlängster Strom der Welt), Salween und Mekong. Die Flüsse im Innern des Changthang münden in abflusslose Seen, deren Salzgehalt daher in der Regel sehr hoch ist und die dementsprechend ausgeprägte Sumpfgebiete in ihrer Umgebung speisen. Der höchste Berg des zentralen Changthang ist der Zangser Kangri.

## Klima
Das Tibetische Hochplateau hat eine Höhe von durchschnittlich 4100 m, weshalb das Klima im Hochland insbesondere im Winter bitterkalt ist. Das Klima ist durch einen hohen Temperaturunterschied zwischen Tag und Nacht und durch schnelle, starke Wetterwechsel gekennzeichnet. Die Durchschnittstemperatur im Changtang variiert, wobei sie im Süden und Westen wärmer ist als im Norden und Osten. Am Aru Co liegt die Durchschnittstemperatur bei −8 Grad, in Shuanghu im Nordosten bei −24 Grad Celsius. Die jährlichen Temperaturschwankungen sind nicht so extrem wie die täglichen. So können die Temperaturen im Westen durchaus von +20 auf −40 Grad Celsius fallen. Im Nordosten, im Kreis Shuanghu klettern die Temperaturen selbst im Juli nicht über den Gefrierpunkt. Die Durchschnittstemperatur liegt dann bei etwa −10 Grad Celsius. Daher ist der Boden bis in 155 Meter Tiefe gefroren. Zwar gibt es geringe Vegetation, dennoch wächst auf einer Fläche von rund 1 Mio. km² kein Baum. Teilweise gibt es im Changthang dünn bewachsene Sanddünen, über große Strecken jedoch Hochlandsümpfe und Kältewüsten. Die Trockenheit Inner-Tibets ist auf die kontinentale Lage zurückzuführen, die noch dadurch verschärft wird, dass schon das dichter bevölkerte Südtibet durch den Himalaya vom indischen Monsun abgeschirmt wird und die verbliebene Feuchtigkeit auf dem Weg in den Changthang noch weitere Gebirgszüge (u. a. der sog. Transhimalaya) zu überwinden hat.

## Vegetation und Nutzung
In Sommermonaten werden die Grasländer in den weiten und rauen "Ebenen" (eigentlich  Hochtäler) extensiv von Nomaden als Weiden für ihre Schafe, Ziegen und Yaks genutzt.

## Tierwelt
Der Changthang ist Lebensraum für zahlreiche Wildtiere, die einst in weiten Gebieten Tibets heimisch waren und (u. a. durch Ausdehnung des menschlichen Lebensraumes, aber auch durch Bejagung besonders in den ersten sieben Jahrzehnten des 20. Jahrhunderts) zurückgedrängt wurden. Dazu gehören der Wildjak, der Kiang (Tibetischer Wildesel), der Tibetische Braunbär, das Tibetische Argali-Schaf sowie das Blauschaf (Bharal), die Tibetantilope (Tschiru) und die Tibetgazelle.

## Changthang-Naturreservat

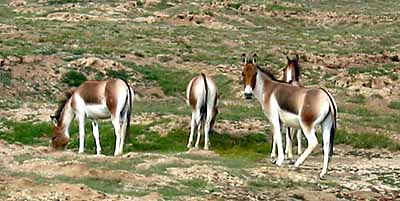
Kiangs auf den Hochebenen des Changtang

In Zusammenarbeit mit amerikanischen Zoologen hat China 1983 das Changthang-Naturreservat – mit 298.000 km² das größte Naturschutzgebiet Asiens und das zweitgrößte der Welt – eingerichtet. Obwohl die Wilderei noch immer ein Problem ist, haben die Tierpopulationen wieder deutlich zugenommen. Unter den Zugvögeln tauchen Schwarzhalskraniche vielerorts im Changthang auf, die gleichfalls unter besonderen Schutz gestellt wurden.
Den Schutz des gewaltigen Gebietes zu organisieren, ist vor allem eine Kostenfrage. Flächendeckende Überwachung ist bei Bevölkerungsdichten von weit unter einem Menschen pro Quadratkilometer kaum möglich. So versucht man, die örtliche Bevölkerung als Wildhüter zu gewinnen und zu schulen. Ein weiteres Konfliktpotenzial bieten wirtschaftliche Interessen – die Mineralvorkommen im Changthang.

## Wirtschaft
Es gibt Erzvorkommen, die die Hochebene trotz der widrigen Bedingungen generell wirtschaftlich interessant machen. Dazu kommt die Salzgewinnung durch die vielen Salzseen. Außerdem gibt es vereinzelte Thermalquellen. Die Goldgräberei, die vielerorts horrende ökologische Schäden hinterlassen hat, wird durch gesetzliche Maßnahmen immer mehr eingeschränkt (Verbote durch chinesische Behörden), ist jedoch wegen Korruption (insbesondere auf der lokalen Ebene) und der schwer zu kontrollierenden Weite des Raumes noch immer nicht ganz eingedämmt. In den letzten Jahren sind Öl- und Gasvorkommen im Changthang gefunden worden, deren umstrittene Erschließung wohl bevorsteht.